# فرناندو ميريليس
فرناندو ميريليس (بالإسبانية: Fernando Meirelles)‏ (مواليد 9 نوفمبر 1955 في ساو باولو)، هو مخرج ومنتج أفلام برازيلي بدأ نشاطه سنة 1982، اشتهر عالمياً بعد إخراجه لفيلم مدينة الرب سنة 2002، بسبب هذا الفيلم ترشح لجائزة الأوسكار لأفضل مخرج. كذلك ترشح لنيل جائزة غولدن غلوب لأفضل مخرج سنة 2005 عن فيلمه البستاني المخلص، والذي تمكن من حصّد جائزة الأوسكار لأفضل ممثلة مساعدة للممثلة ريتشل وايز. ومن أعماله البارزة تجسيد رواية العمى للروائي جوزيه ساراماغو في فيلمه العمى.

## حياته
ولد فرناندو لأب يعمل طبيب هضمية وكان والده قد تنقل بين آسيا وشمال أميركا ومناطق أخرى، مما أكسب فرناندو ثقافات مختلفة من حول العالم. أما أمه فكانت تعمل كمصممة. نشأ في عائلة من 4 أفراد هو الثالث بينهم، وتوفي أخاه الكبير بحادث سيارة أثناء لعبه بالدراجة أمام أعين فرناندو. نشأ فيرناندو في ألتو دوس بينهيروس، وهي منطقة تقع في المنطقة الغربية من ساو باولو، وقضى كل عطله في مزارع أقارب والديه، ويقول: «حتى أنه لدي مزرعة، لكن لا أعرف لماذا اشتريتها».
ورث حب الأفلام من والده الذي كان يخرج الأفلام الصغيرة «8 مم» بشغف اثناء عمله بالجامعة، وقد أنتج أفلاماً عن الغرب الأمريكي وأفلام إثارة ساخرة. قضى فرناندو سنة في كاليفورنيا وهو بسن 11 عاماً، وكان على تواصلٍ مع إحدى حركات الهيبيز. ثم قام باستعارة كاميرا سوبر 8 وهو بسن 13 عاماً وبدأ بإنتاج أفلام قصيرة مستوحاة من رسوم نورمان ماكلارين.

## الأعمال
- مدينة الرب (2002)
- البستاني المخلص (2005)
- العمى (2008)
- 360 (2011)
- الباباوان (2019)

## وصلات خارجية
- فرناندو ميريليس على موقع IMDb (الإنجليزية)
- فرناندو ميريليس على موقع مونزينجر (الألمانية)
- فرناندو ميريليس على موقع قاعدة بيانات الأفلام العربية
- فرناندو ميريليس على موقع ألو سيني (الفرنسية)
- فرناندو ميريليس على موقع أول موفي (الإنجليزية)
- فرناندو ميريليس على موقع قاعدة بيانات الأفلام السويدية (السويدية)
- فرناندو ميريليس على موقع قاعدة بيانات الفيلم (الإنجليزية)
- فرناندو ميريليس على موقع كينوبويسك (الروسية)